# ヴェルネ (ドイツ)
ヴェルネ (ドイツ語: Werne, ドイツ語発音: [ˈvɛrnə] ( 音声ファイル)、1939年に公式にWerne a./Lippe、1976年までWerne an der Lippeが公式名称であった)は、ドイツ連邦共和国ノルトライン＝ヴェストファーレン州アルンスベルク行政管区のウナ郡に属す人口約3万人の中級中心都市で、ルール地方東部に位置している。

## 地理

### 位置
ヴェルネはミュンスターラントの南部に位置する中級中心都市である。本市の南をリッペ川が流れている。この川は歴史上ミュンスター司教領の南の境界線であった。ヴェルネの市域は、南部は緑地を中心とした文化的景観のリッペタール、北部は耕作が営まれる開けた文化的景観を持つリッペ高地である。ヴェルネはライン＝ルール大都市圏の一部である。このため、市域は大都市圏の人口密集地域の地方開発計画に則って運用されている。人口密集地の内部では、リッペアウエ（リッペ川河畔の草地）が自然保護区に指定されている。連邦自然保護局は地域開発計画を適用して、内市街部とシュトックム地区をルール人口密集地域に含めたが、リッペアウエを含む市域の人口が少ない場所はこれに含めていない。ヴェルネはウナ郡に属すことからルール地域連合の対象地域に含まれる。

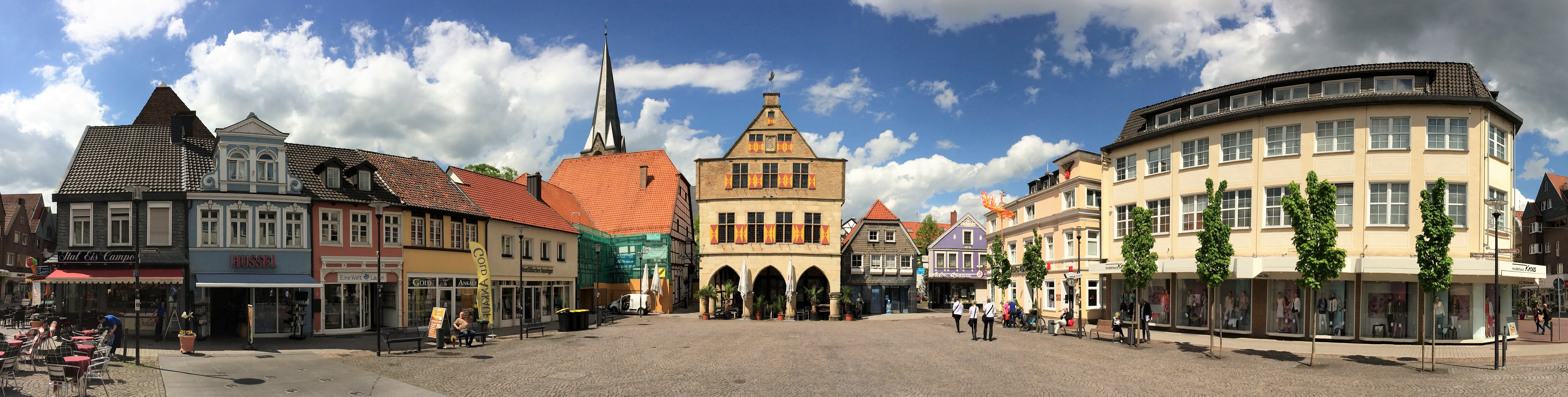
ヴェルネのマルクト広場

### 市域の広がり
- 東西の最大幅: 13.0 km
- 南北の最大幅: 7.8 km
- 市境の総延長: 50.5 km

### 市の構成
ヴェルネ市は、中核市区ヴェルネと農業小集落を含む多くの地区からなる。最も人口の多い地区は、中核市区と融合しているエーフェンカンプ地区である。農村だったエーフェンカンプに1900年以降ヴェルネ炭鉱の炭鉱夫集落ができたことで発展した。市の東部、ハム寄りに位置するシュトックム地区がこれに続く。シュトックムの北にはホルスト市区が位置する。ここからさらにヘルベルン寄り（北）に農業集落ヴェッセルがある。この3つの地区は1974年まで独立した町村シュトックムを形成していた。
ヴェルネ市の北部には、農業集落ホルトハウゼンとシュミントルプ（ヘルベルン方面）がある。西（ゼルムやリューネン寄り）にはエーリングハウゼン、ヴァルンヘフェル、レンクラー、ランゲルンがある。

### 隣接する市町村
本市は北から時計回りに、アッシェベルク（コースフェルト郡）、ハム（郡独立市）、ベルクカーメン、リューネン、ゼルム（以上3市はウナ郡）、ノルトキルヒェン（コースフェルト郡）と境を接している。
最寄りの上級中心都市は、ドルトムントが約 25 km、ミュンスターが約 40 km の距離にある。最寄りの大都市ハムまでは約 14 km である。

## 歴史
800年頃に初代ミュンスター司教リウドガーは、カール大帝の依頼を承けてドライガウの南部に礼拝堂を建設した。これがヴェルネ教区の創設である。これにより、それ以前から住民の多くに受け容れられてたキリスト教信仰が確立・強化された。ヴェルネは834年に初めてラテン語の文書に記録された。Frithuard と第2代ミュンスター司教ゲルフリートとの間の土地交換が記されており、現在はオランダのライデン大学図書館で見ることができる。そこには「… in pago dreginni in villa quae dicitur werina」（ドライガウの werina と呼ばれる集落）と記述されている。この文章は、礼拝堂の周りに言及するに値する小さなコミュニティがすでにできていたことを意味している。
司教の館に設けられた教会の周りには、9世紀から12世紀まで商人が定住した。そして時代とともに農村ヴェルネの中に小さな町が形成されていった。1139年にヴェルネの教会と教会区は新たに創設されたカッペンベルク修道院に属した。ヴェルネにはロマネスク様式の石造りの教会があった。1192年から1195年までヴェルネに税関が設けられ、司教の直轄下に置かれた。
1253年にミュンスター、ドルトムント、ゾースト、リップシュタットとの間で都市同盟が締結された（ヴェルネ同盟）。これはヴェルネのリッペ川の橋に関する領主の専横に対抗するものであった。この長く維持された同盟は、「ヴェストファーレン・ハンザ」の先駆けであるとみなされている。
ヴェルネの都市防衛施設は1302年に初めて建設が始まった。教会や墓地は土塁と堀で囲まれた。
ヴェルネは1362年に領主のミュンスター司教アドルフによって、ジーモン＝ユーダ・マーケット (Sim-Jü) を開催する権利を認められた。
その後都市防衛権を得たヴェルネは、街全体を土塁、木柵、堀で防御した。
ヴェルネは1385年に Wigboldrecht（最小限の都市権）を認められた。1395年にはすでに（文書化された）市議会が存在した。
マルク伯アドルフ4世は1400年にこの街を焼き討ちした。ヴェルネは1415年から市壁、市門、塔を有する完全な都市防衛施設を有していた。1446年にオーバーシュティフト・ミュンスターの領邦議会への参加資格を有する都市の第1回連合が開催され、ヴェルネも参加した。ヴェルネは1470年頃にハンザ都市となった。
旧市庁舎は、1512年から1561年までの間に建設された。

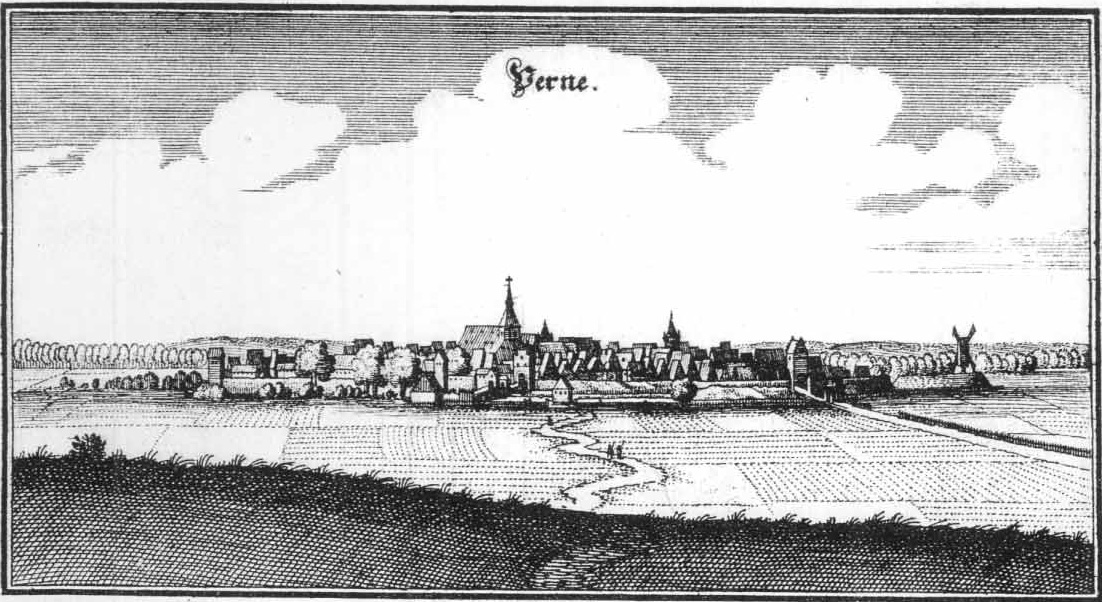
1647年に出版されたマテウス・メーリアンの銅版画に描かれたヴェルネ

市の防衛機能は1585年に土塁によって強化された。1586年のヴェルネの大火で43軒の家屋が炎の犠牲となった。17世紀初め、この街は貨幣鋳造権を有していた。
1618年から1648年の三十年戦争の際、ヴェルネは何度も占領、略奪、焼き討ちにあった。1623年にヴェルネは、それまでいくつもの街を略奪してきたブラウンシュヴァイク公クリスティアンの略奪を免れた。おそらく彼は霧で道を間違えたと考えられる。1623年から現在まで聖体の祝日後の第2日曜日にヴェルネ市民や伝統協会と共同で聖職者による感謝のパレードが行われている。
魔女狩りがピークとなった1629年にアムト・ヴェルネでは60人が魔女または悪魔としいて殺害された。このうち少なくとも25人はダーフェンスベルクとその周辺、6人はカペレの住民であった。ヴェルネ自体では、1619年にエルザ・ヒリゲンホーファーが魔女として処刑され、他にも被告人1人が獄中で死亡した。
1636年から1637年にペストがヴェルネで猛威を振るい、約1000人の住民のうち313人が死亡した。
1658年にヴェルネの市議会議員数人が司教領主クリストフ・ベルンハルト・フォン・ガレンに対して、ヴェルネにカプチン会修道院を設立する許可を求める請願を行った。カプチン会は1659年にヴェルネにもたらされた。2人のカプチン会神父がヴェルネにやって来たのである。彼らは1671年から1673年に修道院を、1677年から1681年に教会を建設した。
ヨハン・ベルンハルト・モールマンは1725年にヴェルネに移り住み、1737年にブルワリーと蒸留所を設立した。これが酵母業者ウニフェルムの母体となった。
ヴェルネ市は18世紀後半に資金不足に苦しんだ。わずかでも足しにするために、門や塔を含む古い市壁を廃材として高額入札者に売却することにした。1777年に多くのヴェルナー市民が廃材を引き取り、木組み建築の少なくとも一部が石材に置き換えられた。市も、ヴェルネの重要な通り（現在のシュタイン通り=「石の通り」）から泥や深い穴をなくし、舗装するために石材の一部を保持した。市壁と小塔は1779年に取り壊された。1821年に最後から2番目となったブルク門が、1843年には最後の市門ノイトーア（「新しい門」）が取り壊された。その銘文は現在も保存されており、「Do men. scref. m. cccc. XIII. do lechde, men. disen. toren. an.」（この門は1413年に建設された）と刻まれている。
ミュンスター司教領は、1803年に帝国代表者会議主要決議によって廃止された。ヴェルネはプロイセン領となった。
ヴェルネは、1808年にナポレオン1世によってベルク大公国に組み込まれた。ムニツィパリテート・ヴェルネが設けられ、市や教会区はこれに属した。ナポレオンがロシア遠征のために若い男性をヴェストファーレンに移動させたことでフランス人に対するシンパシーは直ちに失われた。博物館に展示されているヴェルネおよびその周辺からの脱走兵の手配書は、強制的な徴兵であったことを示している。
ライプツィヒの戦い（1813年10月）で敗北した後、フランスは大公国から撤退した。かつてプロイセンの支配地であった地域は、1813年末にはプロイセンに返還された。ヴェルネは1815年にヴェストファーレン州に編入された。
シュタイン男爵が、1816年にヴェルネが新しい郡の郡庁所在地になるよう熱心に働きかけたのだが、リューディヒハウゼンが優先権を得た。
1831年に、それまでの「ビュルガーマイステライ」から「シュタット」となり、ラントゲマインデ・ヴェルネが分割された。ラントゲマインデ・ヴェルネは、1922年11月1日に再びヴェルネ市に合併した。
ヴェルネは、1831年に改定されたプロイセンの都市法に基づき、1836年に行政体となった。同時に、ヴェルネ＝ラント、シュトックム、カペレ、ヘルベルンから新たにアムト・ヴェルネが創設された。しかしヘルベルンは1846年に独立したアムトとなった。
ヴェルネ市の公共貯蓄銀行は、1857年に設立された。
ヴェルネの聖クリストフォルス＝ホスピタルは1858年に開院した。
1873年と1874年の炭鉱探索のためのボーリングで塩泉が発見された。ヴェルネ温泉が開設された。1878年に施設が拡張され、「ヴェルネ温泉」作業共同体が設立された。1897年、市がこの温泉を買収するための総額23万マルクを調達することができなかったため、ゲオルクス＝マリエン鉱山および精錬協会がこの施設を買い取った。

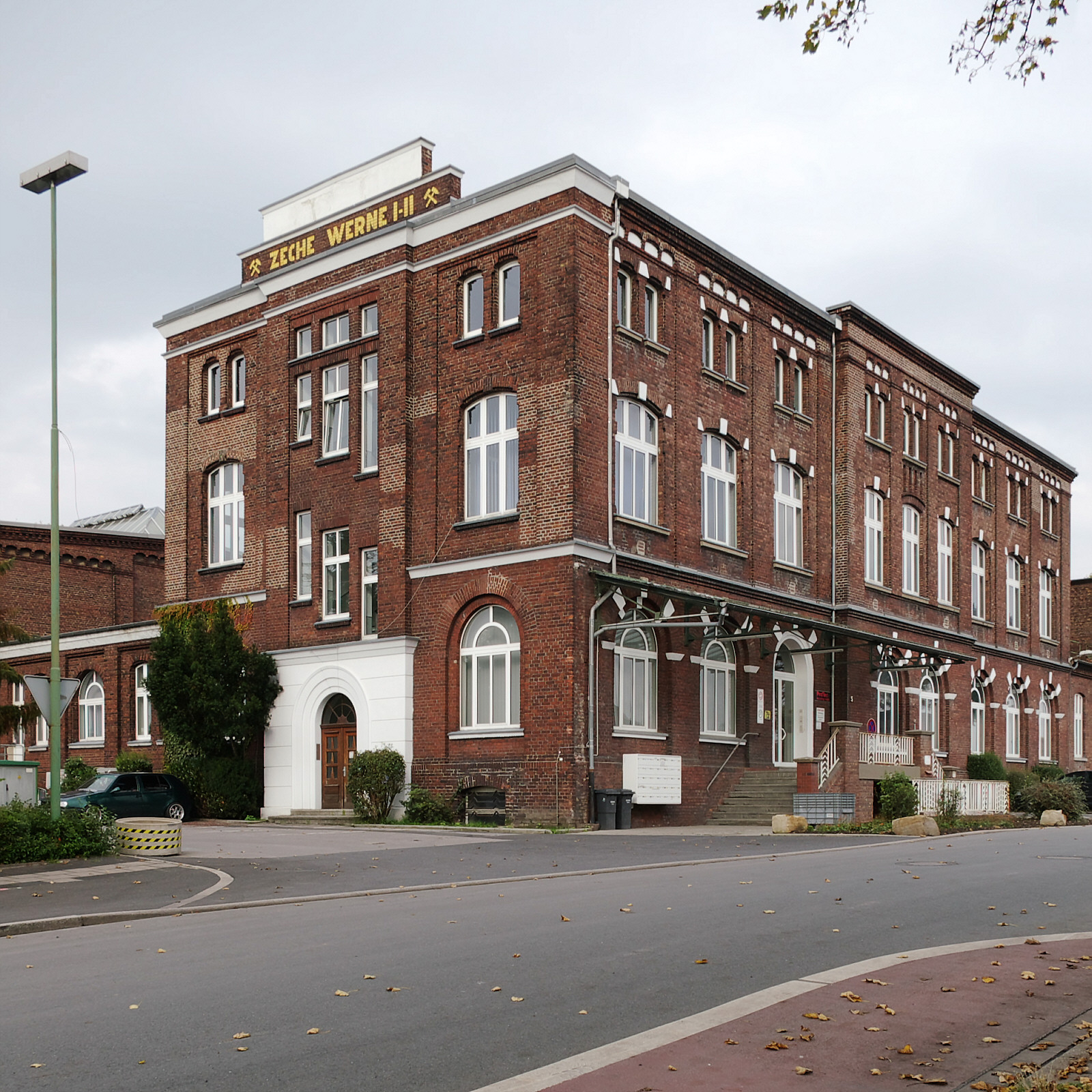
ヴェルネ炭鉱

ヴェルネ炭鉱は1899年に開削された。この事実は、この街の工業化の開始が遅かったことを示している。
ヴィッヒェルン通りの福音主義マルティン＝ルター教会は1904年に完成した。
塩泉は1905年に枯渇し、1935年に改めて新たな開発が行われた。
ブルク通りの新しい病院は1911年に開院された。同じ年にこの街は、軽便鉄道ウナ - カーメン - ヴェルネ線により鉄道網に接続した。これは主に鉱業のためのものであった。鉄道ドルトムント - ミュンスター線（公式名称はプロイセン - ミュンスター線、RB 50）実現の具体的な計画は1906年に初めて立案された。炭鉱ができたことで、ヴェルネがこの鉄道に接続する説得力のある理由を他の周辺自治体に対して主張できた。1913年に鉄道建設が始まったが、第一次世界大戦とそれに続くインフレーションで中断し、ドルトムントからプロイセン、リューネン、ヴェルネを経由してミュンスターまでが完成するのに10年以上の歳月がかかった。駅は1928年10月17日に開業した。ヴェルネにとって重要であったこの出来事を記録したフィルムが現在も博物館の収蔵品に遺されている。このフィルムの中で、マルクト広場に建つヴェルネ市庁舎に以下の文言が掲げられている「ハンブルク - ミュンスターからヴェルネを通ってドルトムント - ケルン - フランクフルト - ベルン - ミラノ - ローマ、そして広大な世界へ！」
第一次世界大戦で279人のヴェルネ市民が死亡した。
アムト・ヴェルネは1922年11月1日に廃止された。ラントゲマインデ・ヴェルネはヴェルネ市と統合された。シュトックムはアムト・ヘルベルンに、カペレはアムト・ノルトキルヒェンに編入された。当時のヴェルネの人口は12,000人であった。
1926年に屋外プールがオープンした。
第二次世界大戦では、471人のヴェルネ市民が落命あるいは戦争捕虜として死亡し、500人が行方不明となった。終戦直前の1945年3月1日にフリードリヒ「フリッツ」ヨッケンヘーフェルが市長に任命された。占領軍が入城した際に彼は街から逃亡した。ヴェルネは戦闘行為のないまま占領された。
約4,000人の故郷を逐われた人々や難民がヴェルネを新たな故郷とした。ヴェルネの人口は、1950年に18,000人、1960年に20,000人と増加した。
1967年に大規模な都市再開発が始まり、1982年6月の歩行者専用区域の運用開始でその大部分が完了した。
新市庁舎、修復された旧市庁舎、新消防署が1973年から1974年に完成し、市民に引き渡された。現在まで使われているゲーテヴェークの病院の建物は1974年に建設された。
1975年1月1日に市町村再編がなされ、
- リューディングハウゼン郡は廃止。
- ヴェルネはウナ郡およびアルンスベルク行政管区に属す。
- これまで独立した町村であったシュトックムはヴェルネに合併[9]

が発効した。市の人口は、シュトックムの住民約4,000人が加わったことで、25,500人に増加した。
石炭危機の始まる前に約4,000人、最終的には2,000人が働いていた炭鉱が1975年に閉鎖された。
市は1976年3月19日に、議会での決議に基づき「アン・デア・リッペ」の添え名を名称から除き、中世以来の伝統に倣って「ヴェルネ」を再び称することとなった。2006年に添え名を復活させる議論が起こったが、市議会での多数を得るには至らなかった。しかし「アン・デア・リッペ」の添え名は観光宣伝の活性化や都市マーケティングには利用されている。
1980/81年に、市立文書館を含むカール＝ポレンダー市立博物館が開館した。旧シュタインハウス・モールマンの市立図書館の再開は1983年であった。完全に改築されたナトゥール＝ゾーレバート（天然塩泉）は1988年に新たにオープンした。1991年にはシュタットゼー湖畔の都市公園施設内に枝条架装置が造られた。古い塩泉は2015年初めに閉鎖された。古い水槽は取り壊され、新たに水槽が建設され、2019年の復活祭にオープンした。

## 住民

### 人口推移
1988年時点でヴェルネは、面積 7607 ha に29,500人が住む街であった。2000年には人口は32,100人となった。1980年から2012年までの間のルール地方全体の人口は、1990年のドイツ再統一後に一時的に増加したにもかかわらず、約 10 % 減少した。この同じ期間にヴェルネの人口は約25,000人から約30,000人と約 20 % 増加した。しかし2000年以降ヴェルネの人口はわずかに減少を示している。

ヴェルネ市の人口推移

IT.NRWは2030年のヴェルネの人口を24,781人と予測した。これは2015年に比べて約 20 % の減少にあたる。これに対してベルテルスマン財団は2015年7月に約27,500人の人口が維持されると予測しており、IT.NRWの予測に比べ約3,000人多い。

### 人口統計
ヴェルネ市（シュトックム地区を含む）の人口は1974年から2003年までの間に約 23 % 増加した。2003年のシュトックム地区の人口は4,760人で、ヴェルネの人口の 14 6 % にあたる。
Wegweiser-Kommune が公開している人口統計、社会統合、社会学分野のデータによれば、2019年現在のヴェルネの数値は以下の通りである。
- 18歳未満の比率: 15.7 %
- 65歳以上の比率: 24.7 %
- 外国人の比率: 6.7 %
- 失業率（労働人口（15歳から64歳）に占める失業者の割合）: 4.2 %

### 宗教

#### 宗教統計
2011年5月9日現在のカトリック信者の割合は 54.7 %、福音主義信者の割合は 25.3 % であった。20.0 % が無宗教またはその他の宗教の信者であった。

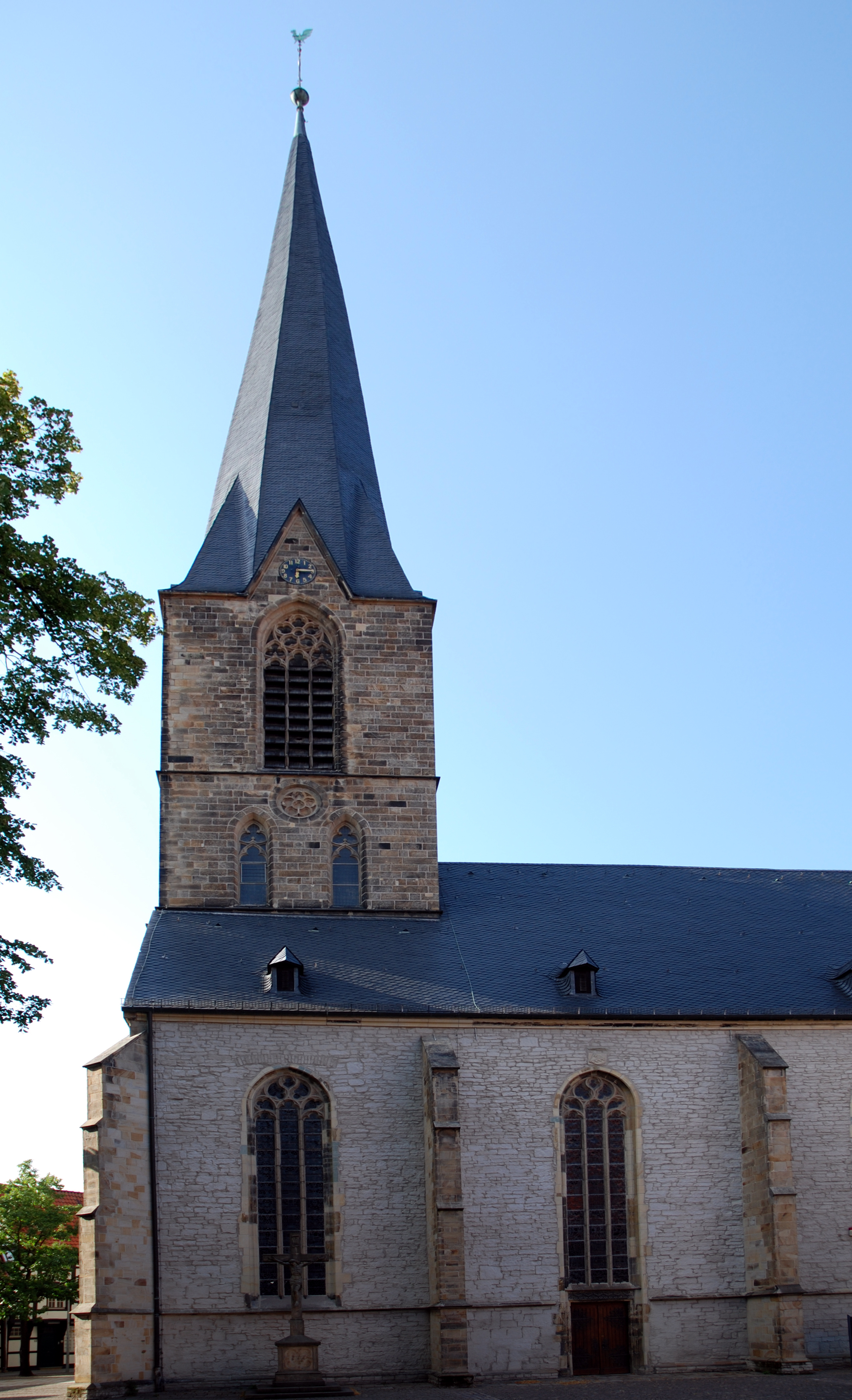
聖クリストフルス教会

#### カトリック教会
ヴェルネのカトリック教会聖クリストフォルス教会は、2013年12月1日に聖クリストフォルス教会（マリア・フリーデン教会と聖クリストフォルス教会から2007年12月に成立した）と福者大ニコラウス教会（聖ヨハネス教会、聖コンラート教会、聖ゾフィア教会から2006年6月に成立した）とが融合して成立した。この教会はミュンスター司教区に属す。このカトリック教会は約15,100人の信者を擁する（2016年現在）。
この教会には以下の教会堂・礼拝堂がある。
- 聖クリストフォルス教会
- マリア・フリーデン教会
- 聖ヨハネス教会
- 聖コンラート教会
- 聖ゾフィア教会
- マリエン礼拝堂（ホルスト）

#### 福音主義教会
ヴェルネの福音主義教会は、ヴェルネとアッシェベルクのヘルベルン地区を管轄する。この教会は3つの教区からなる
- マルティン＝ルター教会
- ディートリヒ＝ボンヘッファー教会
- シュトックム福音主義教会センター/ヘルベルン復活教会

#### 自由教会
Christliche Gemeinde Werne はヴァルト通り42a番地に教会センターを有している。

#### ユダヤ教
1554年9月2日に最初のユダヤ人家族がこの街に移り住んだ。これ以後ホロコーストまでユダヤ人はこの街に住んでいた。18世紀末にヴェルネはミュンスター司教領の都市となり、多くのユダヤ人は壁で護られた中で暮らしていた。ヴェルネの市議会議事録に記されている通り、シュッテンヴァルの市壁の外側に設けられた墓地は1698年からユダヤ人コミュニティのものとなった。ミュンスター司教領の廃止後ヴェルネが属したプロイセン王国の1812年の市民同等化後、ヴェルネの7家族のユダヤ人（人口の 5 %）もシナゴーグを建設し、数十年後にはユダヤ人学校を開校した。1933年にナチが権力を掌握した時、ヴェルネには40人のユダヤ人が住んでいたが、次第に強まる抑圧に悩まされていた。1938年の排斥運動（水晶の夜）は、ドイツ全土でそうであったようにヴェルネでも、何世紀もの間住み慣れた故郷に留まりたいというユダヤ人家族の最後の希望をも打ち砕いた。3家族のユダヤ人がドイツ国から去り、残ったユダヤ人は1943年に強制収容所で殺害された。生き残った1人が1945年にヴェルネに戻り幼い息子を探したが、息子は東の絶滅収容所で殺害されていた。移民によって生き存えたあるヴェルネ市民は数十年後に次のように語っている。「自分が何をしているのか判らないまま罪を犯した殺人者たちを私たちは許しましょう。でも、決して忘れることはできないでしょう。」（ハインリヒ・ザロモン）

#### イスラム・モスク組織
ブレーヴィング通り50番地にイスラム文化センター連合 (VIKZ) に属す申す組織がある。ここでは定期的に子供や若者を対象とした宗教講演会やコーランの説教が行われている。金曜礼拝や宗教上の祭日には敬虔なムスリムがモスクに集まり、毎年文化祭を開催している。
この連合には100人以上の信者が属している。

## 行政

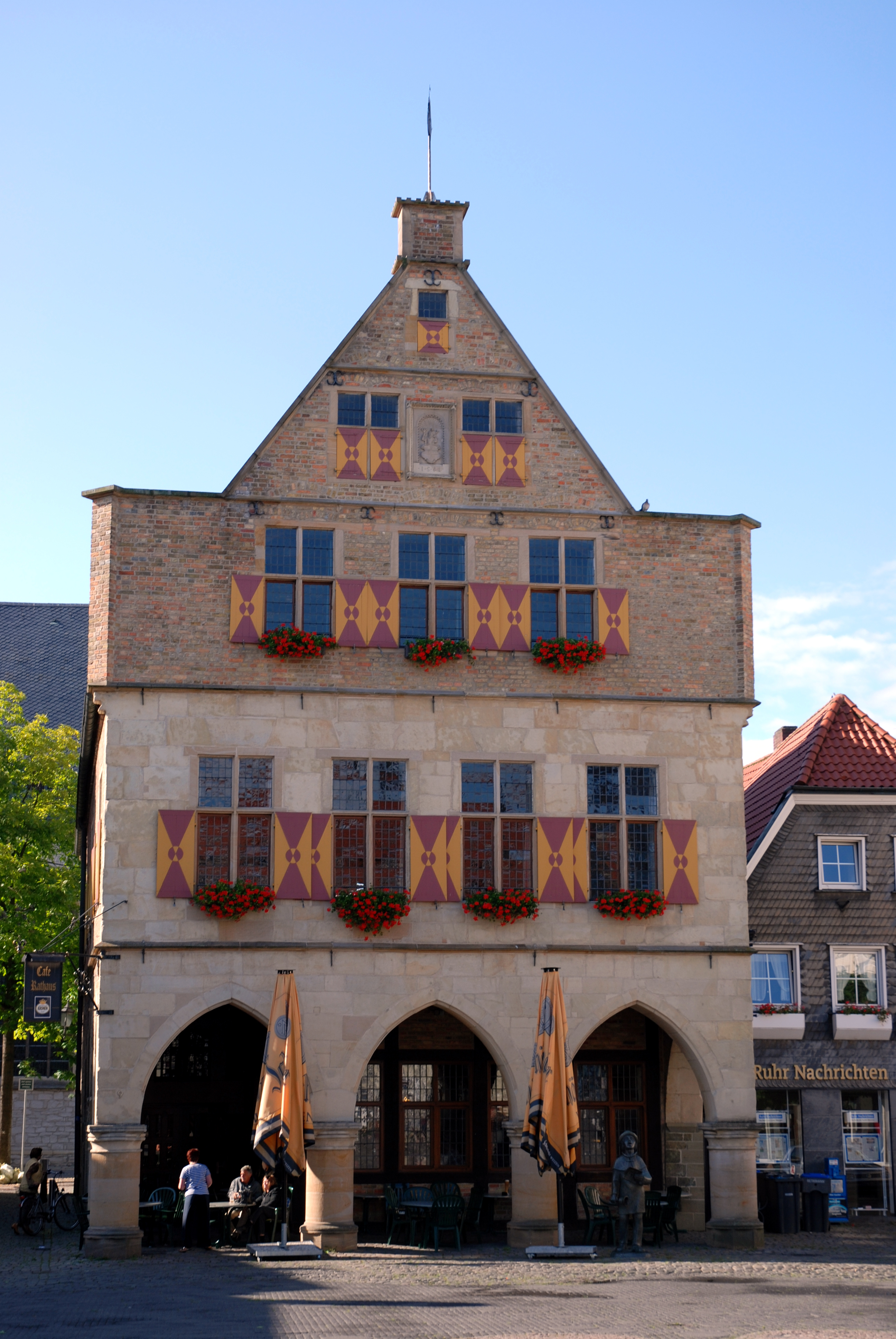
ヴェルネ市庁舎旧棟

### 議会
ヴェルネの市議会は2020年の選挙以後44議席で構成されている。

### 首長
1999年に 69.9 % の票を獲得して市長に選出されたマインハルト・ヴィヒマン (CDU) は、2004年の市長選挙では再選されなかった。この選挙では、戦後初めてSPD候補のライナー・タッペがこの街の市長に選出された。2009年、2014年、2020年にはロタール・クリストが、それぞれ第1回投票で市長に選出されている。
1945年以降の市長を列記する。
- 1945年（3月1日から31日）: フリードリヒ・ヨッケンヘーフェル
- 1945年（4月1日から16日）: カール・ブラウクホフ
- 1945年 - 1958年: テオドール・ヴェニング (CDU)
- 1958年 - 1984年: フランツヨーゼフ・グルーベ (CDU)
- 1984年 - 1997年: ヴィルヘルム・リュルフ (CDU)
- 1997年 - 2004年: マインハルト・ヴィヒマン (CDU)
- 2004年 - 2009年: ライナー・タッペ (SPD)
- 2009年 - : ロタール・クリスト（無所属）

### 紋章
金-赤-金の帯を描いた紋章は1924年に公式にヴェルネの紋章となった。この紋章は、1122年までドライガウの伯としてこの地を治めたカッペンベルク伯の紋章を用いたものである。その後カッペンベルク伯の所領はミュンスター司教の所有となり、紋章は1300年頃から司教領主の紋章に由来するものに替わった。知られている最も古いヴェルネ市の印章は1400年頃のもので、市の守護聖人である聖クリストフォルスの紋章が描かれている。現在でも聖クリストフォルスが幼児イエスを背負い、紋章を掲げている図柄を見ることができる。病院にも水の中の聖クリストフォルスの像がある。
ミュンスター司教領との歴史的な結びつきに由来する似たような紋章は、たとえばボルケン郡、シュタインフルト郡、メッペン、オルフェン、ライネなどに見ることができる。金-赤-金のモチーフは、現在（2021年現在）のミュンスター司教フェリックス・ゲンの司教紋の構成要素でもある。

### 姉妹都市
ヴェルネ市は以下の都市と姉妹都市関係にある。
- バイユール（フランス語版、英語版）（フランス、ノール県）1967年
- リザム・セント・アンズ（イギリス、ランカシャー）1984年
- キーリッツ（ドイツ語版、英語版）（ドイツ、ブランデンブルク州）1990年
- バウチュ（ポーランド語版、英語版）（ポーランド、西ポモージェ県）1992年
- ポッジボンシ（イタリア、トスカーナ州）2000年

バイユール、キーリッツ、バウチュ とヴェルネは、すべて相互に姉妹都市協定を結んでいる。

#### その他のパートナーシップ
ヴェルネは1976年以降、ゲパルト級ミサイル艇 77「ダクス」の援助協力都市となっている。

## 文化と見所

### 演劇
- ヴェルネ屋外ステージ
- コルピングハウス・ヴェルネ

### 博物館
- カール＝ポレンダー市立博物館

### スポーツ
ヴェルネで群を抜いて大きなスポーツクラブが TV ヴェルネ・フォン 1903 e. V. である。このクラブは3,000人以上の会員を擁しており、バドミントン、バスケットボール、ハンドボール、ホッケー、柔道、陸上競技、テコンドー、ダイビング、体操、バレーボール、ウォータースポーツといった種目で、幅広い、あるいは専門的な活動を提供している。女子バレーボール（ブンデスリーガ2部）と男子バスケットボール（オーバーリーガ）は高位のリーグでプレイしている。
SV シュトックム 47/63 e. V. は、1993年に地元の2つのクラブから設立されたクラブで、レジャースポーツ、サッカー、卓球、コーフボール、カヌー、アーチェリー、スキーなどのスポーツ機会を提供している。
ヴェルナー・スポーツ・クラブ 2000 e. V. は1999年にシュポルトフロインデ 67 ヴェルデと SSV ヴェルネが統合されて設立された。1700人以上の会員にサッカー、レジャースポーツ、卓球、バレーボールを提供している。
アイントラハト・ヴェルネ 27/62 e. V. は、2007年に VfL 1927 ヴェルネ e. V. と BSG ローターが統合されて設立された。会員にはサッカーと空手が提供されている。
タンツシュポルトクラブ・ヴェルネ e. V. は、30年以上前から様々な形態のダンスを行っている。大人数の児童部門（3歳以上の児童が参加する）の他に多くの青年が参加するヒップホップ部門がある。成人部門では社交ダンスやスクウェアダンスが提供されている。ズンバのグループもある。

### 観光と見所

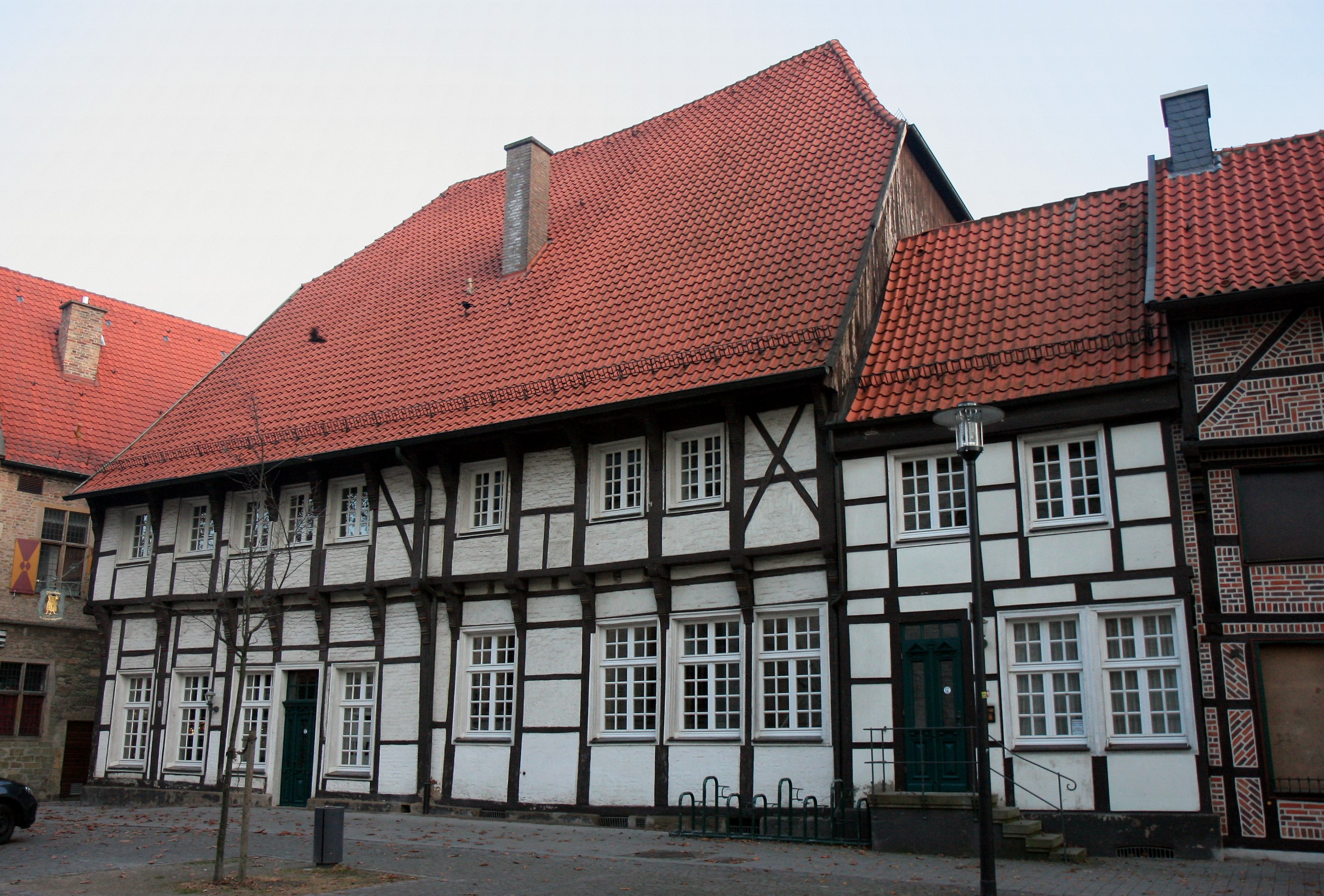
キルヒホーフ2a番地の木組の家

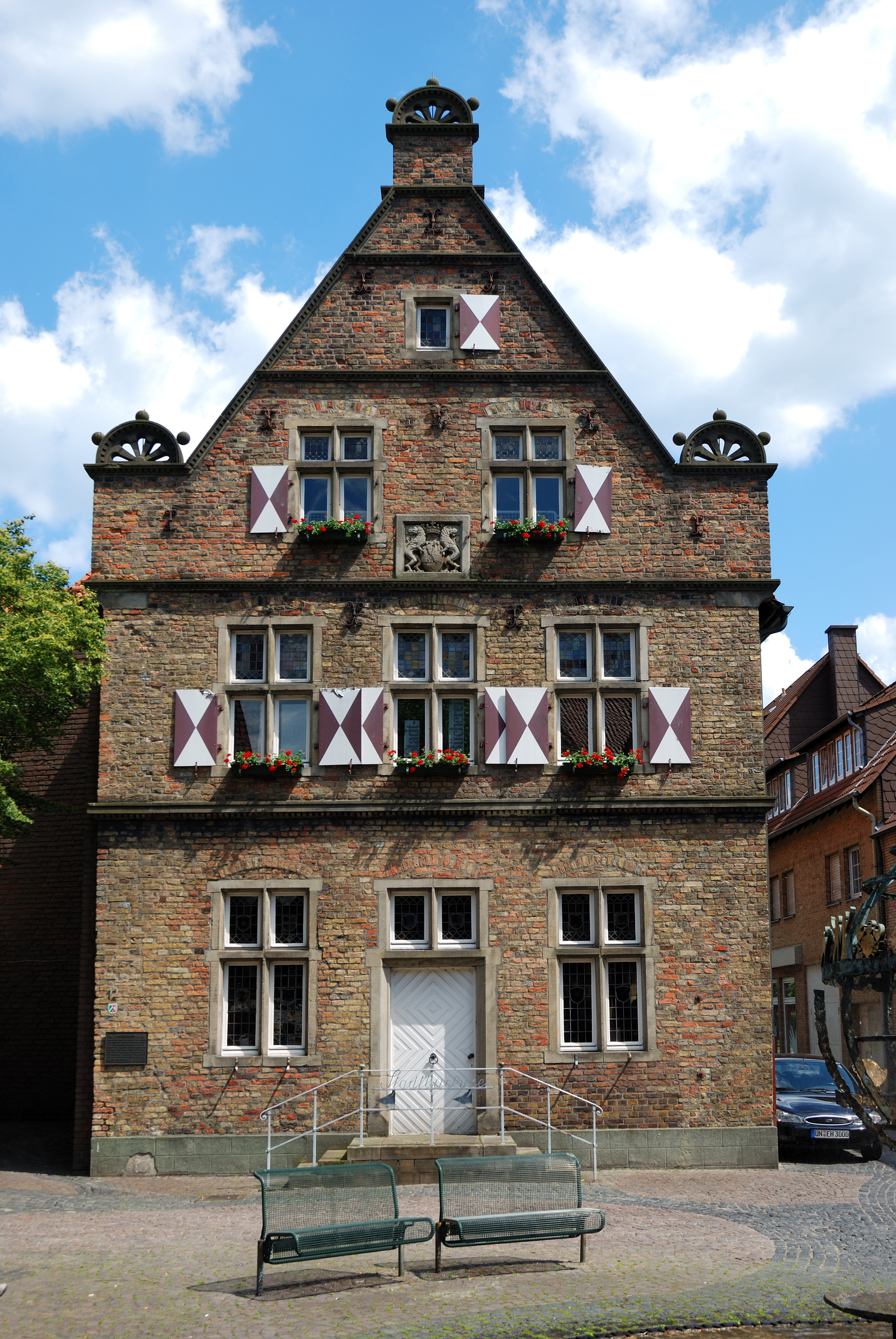
ヴェルネのシュタインハウス

歴史的な都市中心部、古い市庁舎、中世の木組み建築を有するヴェルネ旧市街の他に、全国的に有名な塩泉およびそれに隣接する枝条架装置が外来の訪問客の観光ポイントである。カプチン会修道院、聖クリストフォルス教区教会、シュタインハウスと呼ばれる建物（現在は市立図書館）もこの街の見応えのある建造物に数えられる。1929年にテオ・ヴェニングとオットー・ヴェーマイヤーによって建設されたシュタイン通り14番地の旧居兼オフィスは、バウハウス様式の建築である。第二次世界大戦の記念碑は、ヴェルネの墓地にロシア人兵士と強制労働者の追悼碑がある。
民俗祭 Sim-Jü は年に1度、10万人以上をこの街に引き寄せる。ヴェルネのバラの月曜日の謝肉祭パレードや、9月第2土曜日に開催される大規模なノミの市も近隣の市町村にとっては魅力である。また、10箇所以上の酒場でライブ音楽が演奏されるホンキー＝トンク＝フェスティバルも毎年ヴェルネで開催されている。
自転車ならば、クサンテンからリッペ川沿いにデトモルト近郊のヘルマン記念碑に至るレーマールート（ローマルート）を使ってヴェルネに来ることができる。ヴェルネは、2006年から、オスナブリュックからヴッパータールに至る歴史的な巡礼道であるヤーコプスヴェーク（ヤコブの道）の宿泊ステーションとなっている。
カール・ポレンダー博物館とヴェルネ屋外ステージは、ヴェルネの観光資源を補完する。
シュトックムの2つの城、シュトックム城とフーゲンポート城はほとんど遺っていない。1710年頃に制作された地図製作者ヨハン・ブッカーの河川図には、リッペ川沿いに2つの城が書き込まれている。

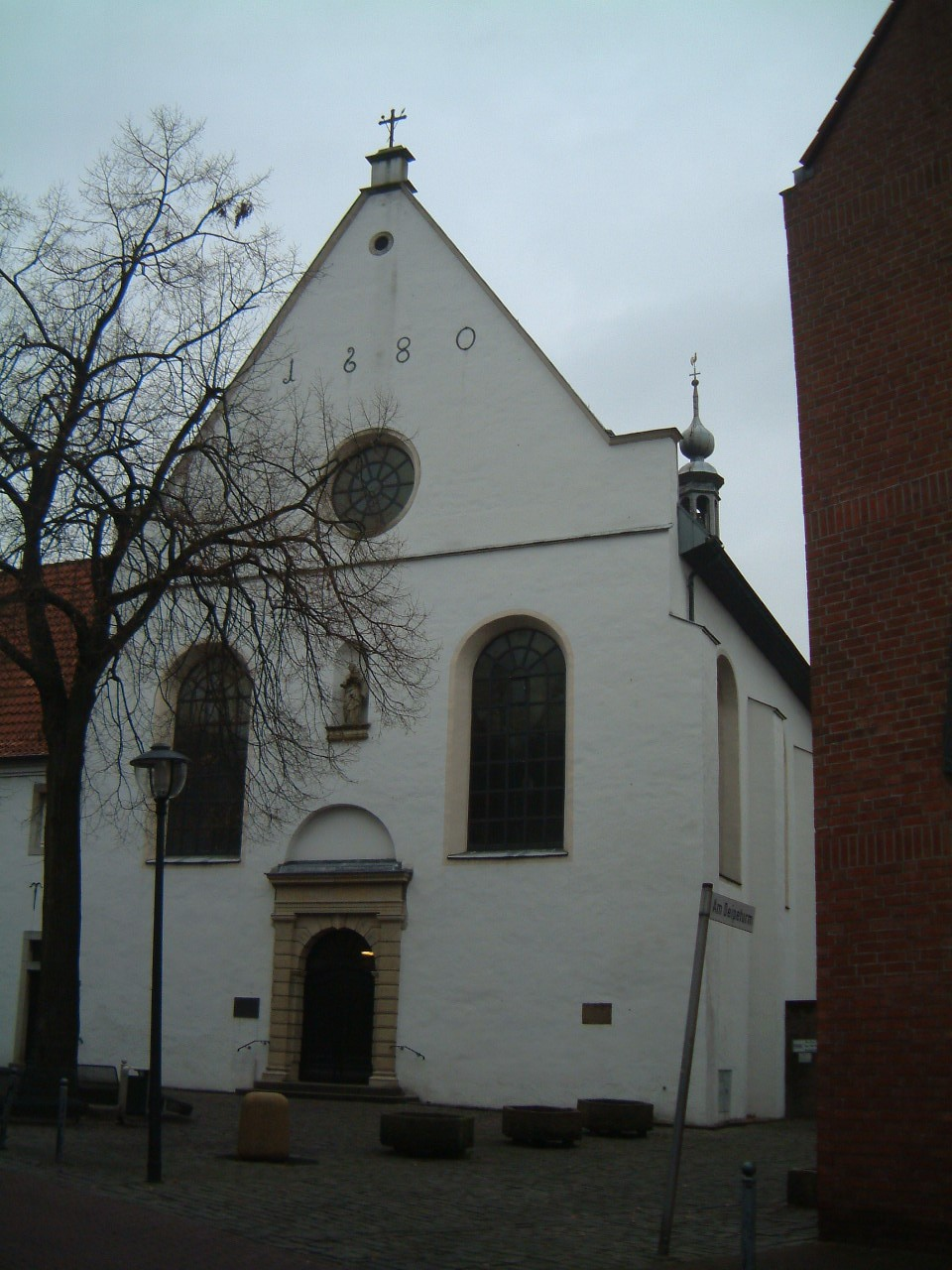
ヴェルネのカプチン会修道院
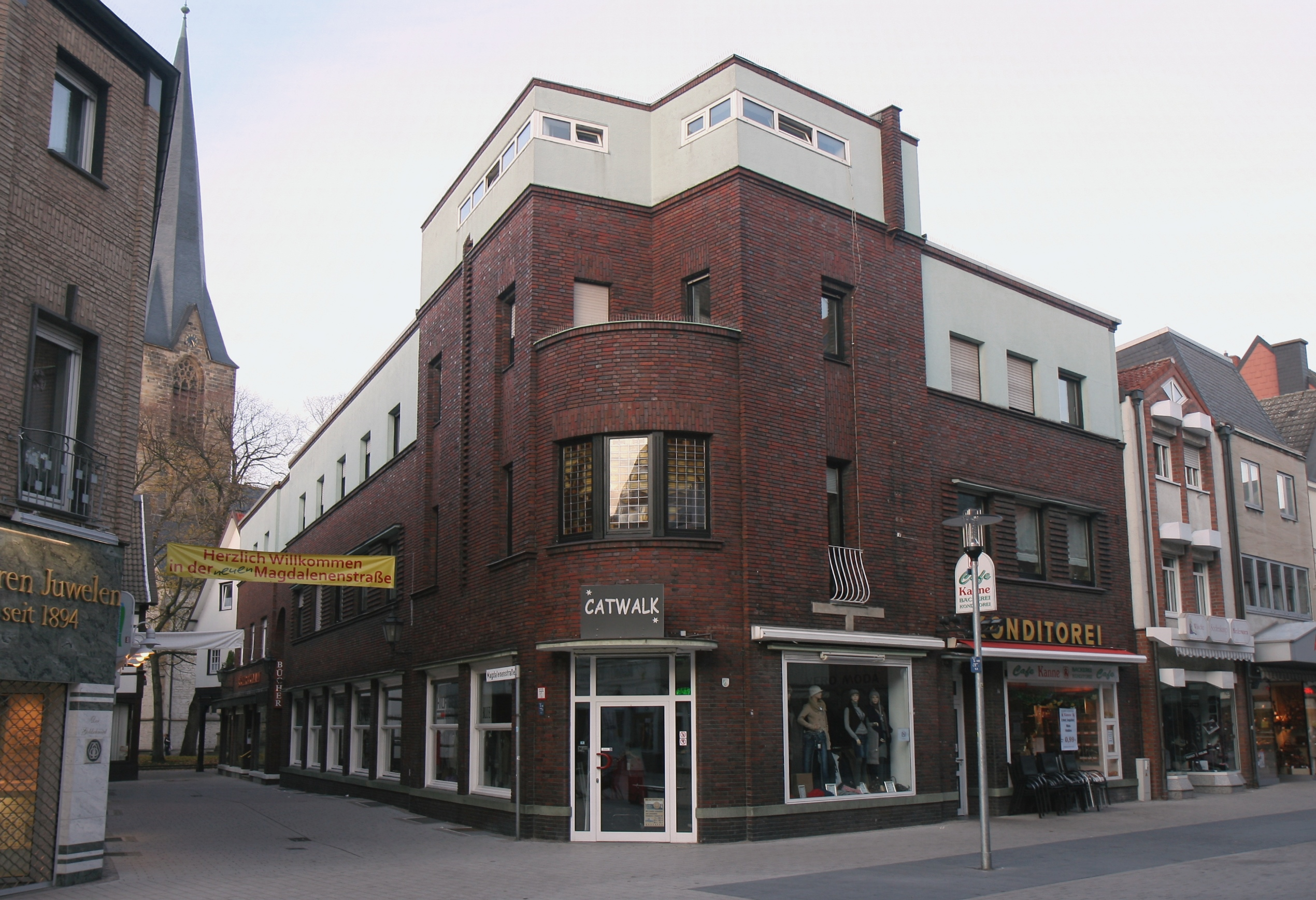
シュタイン通り14番地の建物
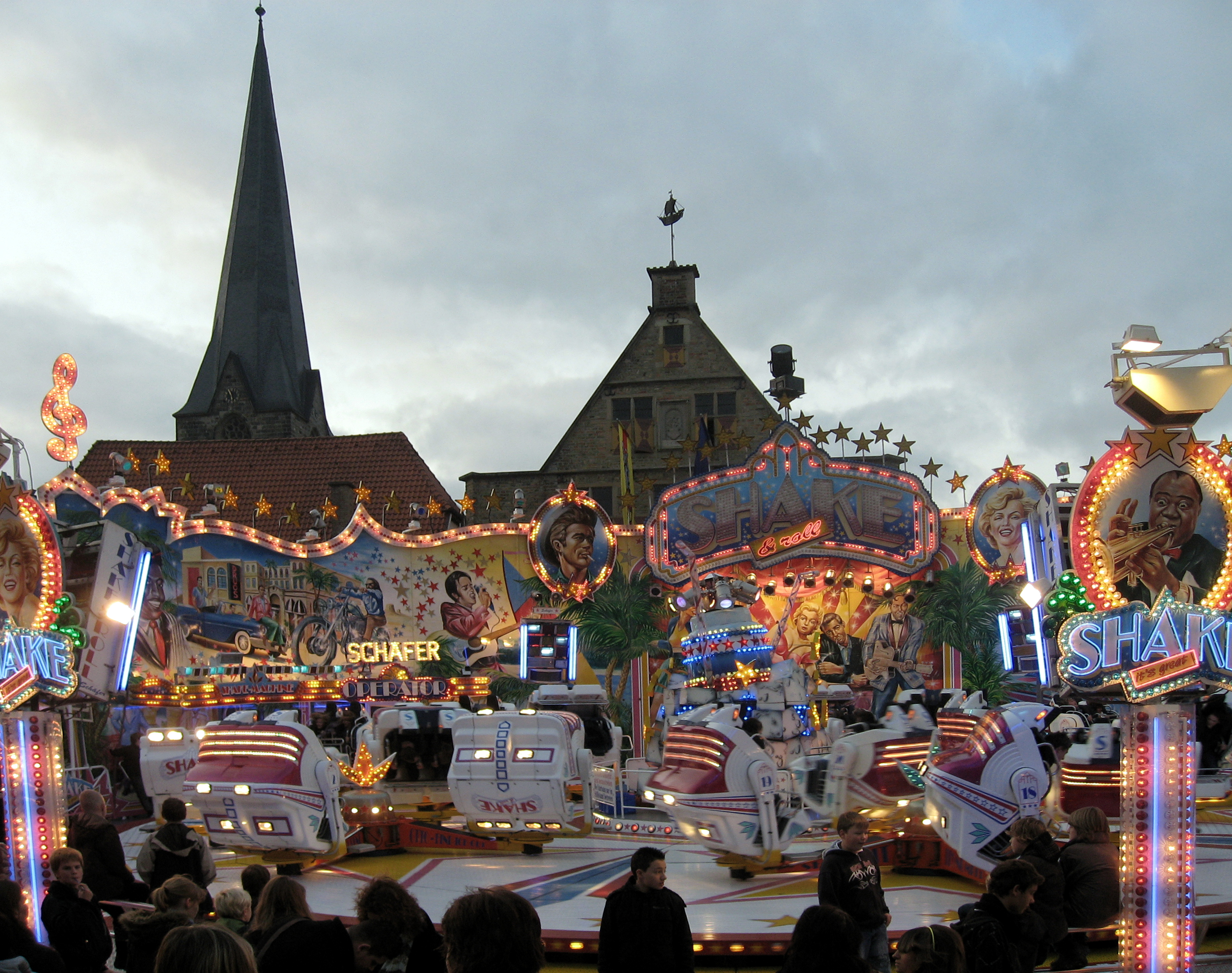
2008年の Sim-Jü の様子
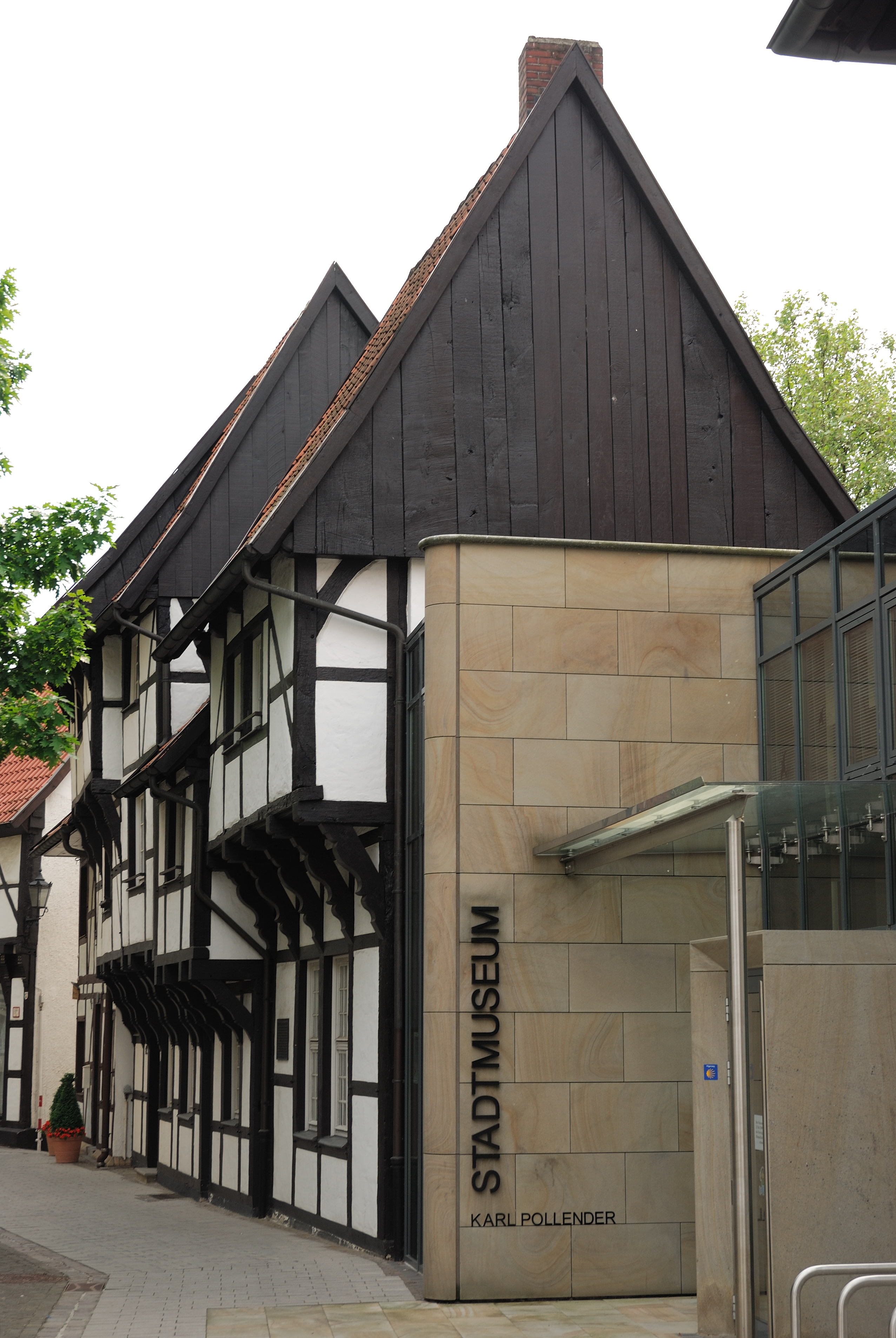
カール・ポレンダー市立博物館の入り口

## 経済と社会資本

### 教育
- ギムナジウム聖クリストフォルス（州認定のミュンスター司教区の補助・私立学校）
- アンネ＝フランク＝ギムナジウム、市立ギムナジウム
- フライヘル＝フォム＝シュタイン職業補習高等学校
- マルガ＝シュピーゲル＝シューレ、ゼクンダーシューレ、ホロコーストを生き延びたマルガ・シュピーゲルにちなんで名付けられた。
- カーディナル＝フォン＝ガレン＝デューレ、カトリックの基礎課程学校
- ウーラントシューレ、カトリックの基礎課程学校
- ヴィーハーゲンシューレ、カトリックの基礎課程学校
- ヴェルネ家族教育施設
- ヴェルネ市民大学
- ヴェルネ市立図書館

### 交通

#### 道路
ヴェルナは、アウトバーン A1号線（プットガルデン - ザールブリュッケン）の、近くにヴェルネ・トラックステーションがあるハム＝ボックム/ヴェルネ・インターチェンジ (Nr. 80) とハム/ベルクカーメン・インターチェンジ (Nr. 81) でドイツのアウトバーン網に接続している。A1号線による南北の連絡の他に、近隣のカーメン・ジャンクションで東西方向の A2号線（オーバーハウゼン - ベルリン）に素早くアクセスすることができる。
ヴェルネには以下の連邦道 (B) および州道 (L) が通っている。
- B54号線はグローナウ（ドイツ語版、英語版）近くのオランダとの国境を起点とし、ミュンスターおよびアッシェンベルクのヘルベルン地区を経由してヴェルネに至り、さらにリューネン、ドルトムント、ジーゲンを経由してヴィースバーデンに向かう。
- B233号線はヴェルネを起点として南に向きに、ベルクカーメン、カーメン、ウナを経由してイーザーローンに至る。
- L507号線はゼルム＝バイファングのB236号線を起点として、ヴェルネを通ってハムのノルデンに至り、B63号線に合流して終点となる。
- L518号線は、ヴェルネの北部、B54号線とB233号線との交差点を起点として、ホルスト地区を経由してハム＝ボックム＝ヘーフェルに向かう。この道路の完成によりヴェルネの中心部は取り抜け交通の負荷が軽減した[22]。
- L810号線はリューディングハウゼンのエルメン近郊のL835号線を起点とする。この道路はノルトキルヒェンとジュートキルヒェンを通っており、ヴェルネの市域を数百メートル通るだけである。道路はさらにカッペンベルクを経由してリューネン＝ノルトでB236号線に接続して終点となる。
- L844号線はノットゥルンのA43号線を起点とする。アッシェンベルクおよびそのヘルベルン地区を経由してヴェルネのバウアーシャフト・ホルストを通る。ハムのボックム＝ヘーフェルでL518号線とL507号線とを結ぶ短い接続路もL844号線の番号を用いている。

#### 自転車道
ヴェルネは自転車道レーマー＝リッペ＝ルート（クサンテンからデトモルトまで）、ランデスガルテンシャウ＝ルート（ハムおよびパーダーボルンを経由して数多くの公園を結んでいる）、歴史的中核都市自転車ルート（ヴァーレンドルフやテックレンブルクを結ぶ）に接続している。

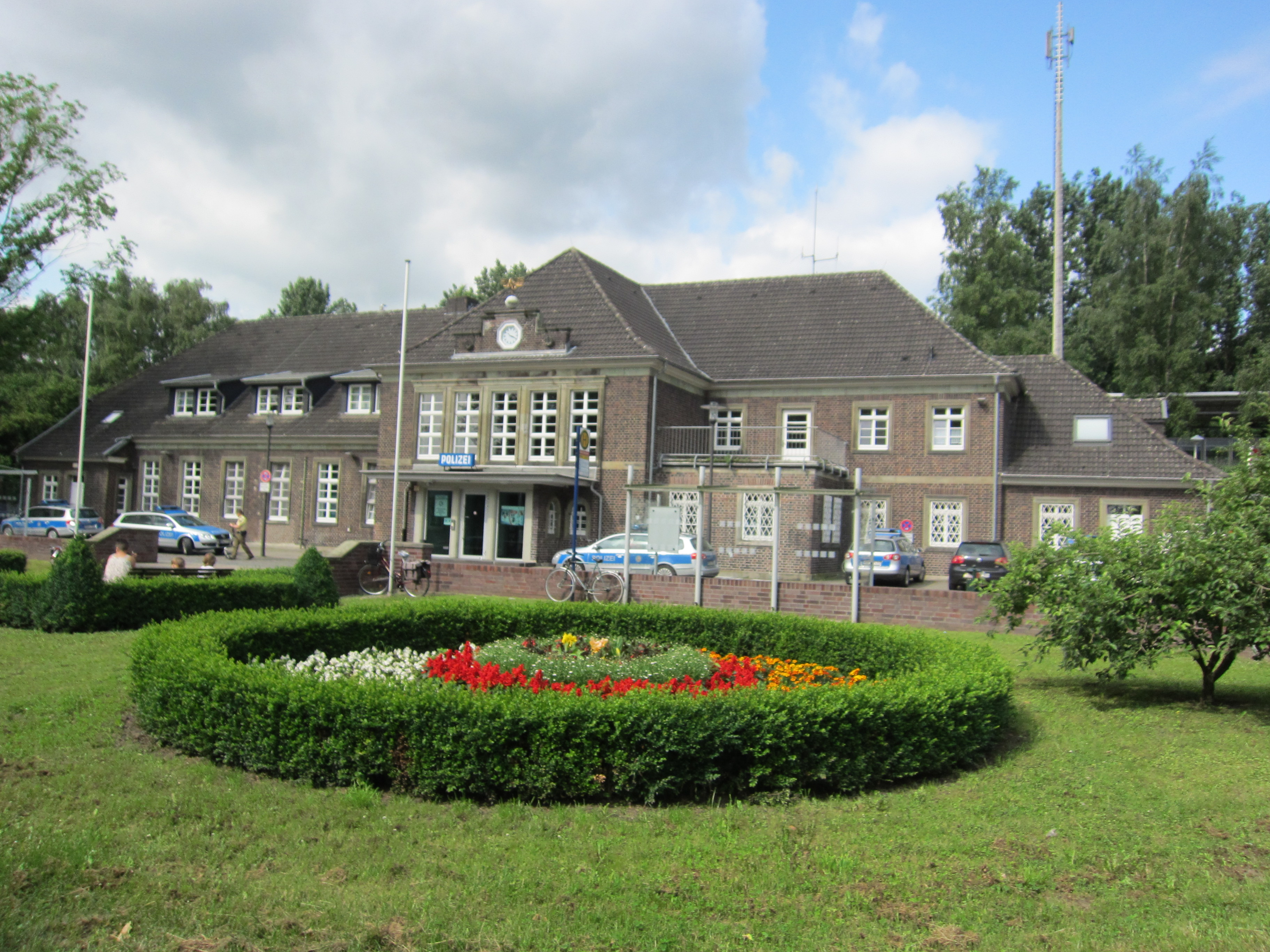
ヴェルネ・アン・デア・リッペ駅

#### 鉄道
鉄道プロイセン - ミュンスター線沿いの2005年に改修された歴史的な駅舎から主要駅のドルトムントやミュンスターへはそれぞれ約30分で到着できる。ここから RB50（デア・リューナー）が運行している。約5分で到着するリューネンで、グローナウ経由でエンスヘデへ向かうヴェストミュンスターラント鉄道に乗り換えることができる。
| 路線番号    | 主な停車駅 | 運行間隔 |
| ----------- | --- | -------- |
| RB 51 (RRX) | デア・リューナー ドルトムント中央駅 - リューネン中央駅 - ヴェルネ・アン・デア・リッペ - ミュンスター中央駅 2015年12月の時刻表に基づく | 60分     |

ハム中央駅へはバスのS10号線（高速バス路線）やR14号線で行くことができる。これによりヴェルネはドイツの広域交通網に接続している。
1985年までヴェルネ - ボックム＝ヘーフェル鉄道のヴェルネ東駅があった。この駅の近くにはヴェルネ炭鉱1/2があった。この路線は、旅客車をつないだ貨物列車が定期的にボックム＝ヘーフェルまで運行しており、シュトックムに唯一の途中駅があった。ヴェルネとシュトックムとの間の線路は大部分が取り壊され、軌道跡は自転車道になった。ゲルシュタインヴェルク発電所とこれに関係する変電所以降の路線だけが残されている。

#### バス/航空/水運
隣接する市町村との交通は様々な高速バス（ハムおよびリューネン行きのS10号線、ベルクカーメンおよびカーメン経由ウナ行きのS80号線）や地域バス路線が担っている。バス交通の要が2004年に新設されたバスステーションである。ヴェルネを往来するバスの大部分がここを経由する。
遠くの目的地へは、約20 km 離れたドルトムント空港や約 60 km 離れたグレーヴェン近郊のミュンスター/オスナブリュック空港を利用する。
ヴェルネ市は、ダッテルン＝ハム運河を経由して間接的に水路にアクセスする。ハムのザントボーフム地区（シュトックムの南）に、1990年代に運河港が整備された。シュトックムのゲルシュタインヴェルク発電所への貨物はこのルートで運ばれる。リッペ川を航行することはできない。

### 主な企業
本市の最大の雇用主は、2010年に完成した Amazon 配送センターである。クリスマス前の繁忙期には4,000人近くがここで働く。

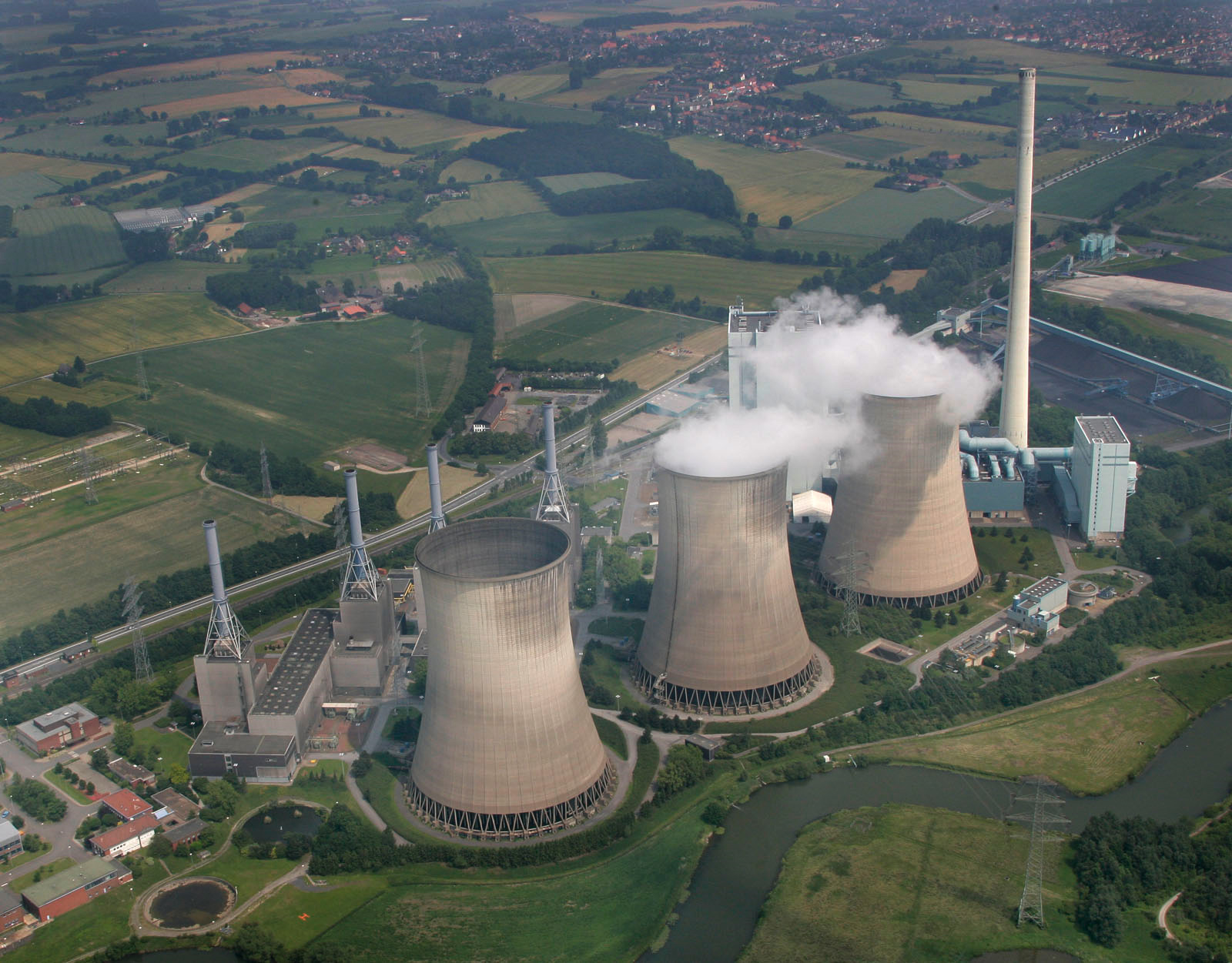
ゲルシュタインヴェルク発電所

- PTR 計測技術 GmbH & Co. KG
- AB 電子 GmbH
- ベッカー機械製造 GmbH
- ヘルマン KG ヴェルネ - 門、扉、フレーム、駆動装置
- RWE AG - ゲルシュタインヴェルク発電所
- クリンゲレ GmbH & Co. KG 製紙 - ヴェルネ壁紙工場
- Amazon 配送センター
- L. シュトレトマン 大型量販店 GmbH & Co. KG
- アン・デア・リッペ貯蓄銀行 - リューネン、ゼルム、ヴェルネの貯蓄銀行目的連合でリューネンに本社を置く。
- オープン・グリッド・ヨーロッパ - ガスコンプレッサーステーション
- RCS GmbH - 廃棄物処理会社 - 本社を置いている。

### 医療、保健
- 聖クリストフォルス病院ヴェルネ（麻酔科、一般外科、事故外科、耳鼻咽喉科、内科）
- ヴェルネ産科医院

聖クリストフォルス病院の産科は閉鎖された。出産は産科医院で行われている。病院での出産を望む女性は、隣接するリューネンの聖マリエン病院で出産することもできる。

## 人物

### 出身者
- ヒンリク・フンホーフ（ドイツ語版、英語版）（?　-　1485年）ゴシックの画家
- アルベルト・フォン・マイバッハ（ドイツ語版、英語版）（1822年 -　1904年）法律家、政治家、鉄道経営者
- ハンス＝マルティン・リンデ（1930年 - ）フルート奏者、リコーダー奏者、指揮者
- ディートリヒ・シュヴァニッツ（ドイツ語版、英語版）（1940年 - 2004年）英語学者、文芸学者、著述家
- ラルス・ミュラー（ドイツ語版、英語版）（1976年 - ）サッカー選手
- メフメト・カラ（ドイツ語版、英語版）（1983年 -　）トルコのサッカー選手
- マルヴィン・ポウリー（ドイツ語版、英語版）（1991年 - ）サッカー選手

### ゆかりの人物
- ミア・ユリア・ブリュックナー（ドイツ語版、英語版）（1986年 -　）歌手、ポルノ女優。2016年末から2019年初めまでヴェルネに住んでいた。

## 関連図書
- Karl Everz; Heidelore Fertig-Möller (2005). Werina Beckmann. ed. Damals in Werne an der Lippe. Leipzig: Leipziger Verlags-Gesellschaft. ISBN 978-3-910143-96-8
- Fred Kaspar (1988). “Bürgerhaus, halbes Haus und Behausung. Kleinstädtisches Bauen und Wohnen im territorialen Grenzraum. Das Beispiel Werne an der Lippe”. In Günter Wiegelmann, Fred Kaspar. Beiträge zum städtischen Bauen und Wohnen in Nordwestdeutschland. Münster: Coppenrath. pp. 183–231. ISBN 978-3-88547-307-7
- Fred Kaspar; Ulrich Reinke (1989). “Werne”. Westfälische Kunststätten (Westfälischer Heimatbund) 53. ISSN 0930-3952.
- Franz-Josef Schulte-Althoff (1989). Heimatverein Werne e. V. ed. Die Stadt Werne in der Zeit der Weimarer Republik (1919–1933). Werne: Heimatverein Werne
- Rainer Schulz (1984). Werne – gestern und heute. Werne: Stadtsparkasse Werne
- Rainer Schulz (1987). 625 Jahre Simon-Juda-Markt Werne. Werne: Sim-Jü-Verlag Schulz. ISBN 978-3-9801437-0-7
- Peter Voß (1995). Werner Lesebuch. Gesammelte Geschichte(n) über die Stadt Werne und das südliche Münsterland. Werne: Regio-Verlag. ISBN 978-3-929158-04-5